# 華氏451
『華氏451』（かしよんひゃくごじゅういち、原題：Fahrenheit 451）は、フランソワ・トリュフォーの監督による、1966年のイギリスの長編SF映画である。原作はレイ・ブラッドベリのSF小説『華氏451度』で、（本の素材である）紙が燃え始める温度（華氏451度≒摂氏233度）を意味する。

## 概説
読書好きのトリュフォーらしく、書物への愛に満ちている。トリュフォーは「『宇宙もの』とか機械やロボットの出てくるものには生理的な嫌悪感をおぼえる」と公言するほどのSF嫌いであるため、この映画からもいわゆる「SF的な」要素や演出はなるべく排除され、人間ドラマにスポットが当てられている。しかしカテゴリとしては、この映画は、やはりSFに区分される。
なお、電話を筆頭とする小道具や人々の生活様式やファッションには、1940年代のナチス占領下のフランスの影響が見られる。
イギリスでの撮影ということもあって、英語のできないトリュフォーはスタッフとのコミュニケーションに苦労した。その上、主演のオスカー・ウェルナーとの確執もあって、撮影は思うようにいかなかったようだ。制作の様子はカイエ・デュ・シネマ誌（1966年1月第175号 - 7月第180号）に連載された撮影日記『ある映画の物語』で詳しく語られている。

## ストーリー
徹底した思想管理体制のもと、書物を読むことが禁じられた社会。禁止されている書物の捜索と焼却を任務とする「ファイアマン」のモンターグ（オスカー・ウェルナー）は、偶然出会った可憐な女性クラリス（ジュリー・クリスティ）の影響で、本の存在を意識し始める。テレビのままに動く無気力な妻リンダの空虚な生活と違い、クラリスは本に熱意を持っていた。チャールズ・ディケンズの『デイヴィッド・コパフィールド』から読み始め、活字の持つ魔力の虜となったモンターグ。だが、彼を待っていたのは、リンダ（クリスティ２役）の冷酷な裏切りと、管理体制からの粛清だった。モンターグはファイアマンを辞職することを申し出たが、そのまま出動。目的地は彼自身の家。モンターグが家そのものまで焼こうとすると、制止して逮捕しようとした隊長にモンターグは火焔放射器を向けて殺害。殺人犯として追われ、淋しい空地にたどりつく。そこはクラリスが話していた「本の人々」が住む国だった。人々は全ての本が焼かれても物語を後世に残せるように本を必死に暗記していた。モンターグはエドガー・アラン・ポーの“Tales of Mystery & Imagination”の暗誦を始める。

## キャスト
| 役名              | 俳優                   | 日本語吹替                                                   | 日本語吹替             |
| 役名              | 俳優                   | TBS版                                                        | DVD版                  |
| ----------------- | ---------------------- | ------------------------------------------------------------ | ---------------------- |
| ガイ・モンターグ  | オスカー・ウェルナー   | 田中信夫                                                     | 大滝寛                 |
| リンダ / クラリス | ジュリー・クリスティ   | 武藤礼子                                                     | 渡辺美佐               |
| キャプテン        | シリル・キューザック   | 塩見竜介                                                     | 佐々木梅治             |
| ファビアン        | アントン・ディフリング | 北村弘一                                                     | 青山穣                 |
| ヘンリ            | アレックス・スコット   | 大木民夫                                                     | 大川透                 |
| その他            |                        | 山本嘉子 沢田敏子 北浜晴子 花形恵子 青野武 西山連 中村紀子子 | 辻親八 稲葉実 亀井芳子 |
| 日本語スタッフ    |                        |                                                              |                        |
| 演出              |                        |                                                              |                        |
| 翻訳              |                        |                                                              |                        |
| 効果              |                        |                                                              |                        |
| 調整              |                        |                                                              |                        |
| 制作              | 制作                   | グロービジョン                                               |                        |
| 解説              | 解説                   | 荻昌弘                                                       |                        |
| 初回放送          | 初回放送               | 1972年2月14日 『月曜ロードショー』                           |                        |

## 解説
- モンターグが通勤に使っているモノレールは1959年にSAFEGEがChâteauneuf-sur-Loireに建設した路線である。これは試験線のため全長が1.4 kmしかなく、撮影のために何度か往復させている。この路線は試験終了後に撤去され映像が少ないため、映像資料としても貴重である。
- モンターグが初めて読む本はチャールズ・ディケンズの『デイヴィッド・コパフィールド』。
- 燃やされる本は、ジャック・オーディベルティ『マリー・デュポワ（Marie Dubois）』、ウラジーミル・ナボコフ『ロリータ』、レイモン・クノー『地下鉄のザジ』、『チャップリン自伝』、『サルバドール・ダリ画集』など。また、公開禁止になったジャック・リヴェット監督の『修道女』のスチル写真、『カイエ・デュ・シネマ』誌（表紙はジャン＝リュック・ゴダール監督の『勝手にしやがれ』のジーン・セバーグ）なども燃やされる。
- 図書館が焼かれる前にモンターグがこっそり盗む本のタイトルは『カスパー・ハウザー』。トリュフォーはカスパー・ハウザーの物語の映画化を企画していたのだが、結局「アヴェロンの野生児」の記録の方を『野性の少年』として映画化した（カスパー･ハウザーについては、後にヴェルナー・ヘルツォークが『カスパー・ハウザーの謎』として映画化している）。
- 劇中で紹介される「本の人々」は、スタンダールの『アンリ・ブリュラールの生涯』、レイ・ブラッドベリの『火星年代記』、ジェーン・オースティンの『高慢と偏見』、マキャベリの『君主論』、プラトンの『国家』、サルトルの『ユダヤ人』など。
- 人々が文字を読むことを政府が否定する世界を描いているため、映画の冒頭に通常表示されるタイトルやクレジットは一切表示されず、タイトルや配役はナレーションによって説明される。このオープニングから、異様な雰囲気をうまくかもし出している。

## リメイク
2018年、アメリカ合衆国・HBO制作でテレビ映画としてリメイクされた（Fahrenheit 451 (2018 film)）。

### キャスト
- ガイ・モンターグ：マイケル・B・ジョーダン [3]
- ジョン・ビーティ隊長：マイケル・シャノン[3]
- クラリス：ソフィア・ブテラ[3]
- リリー・シン
- ディラン・テイラー
- マーティン・ドノヴァン
- カンディ・アレキサンダー
- キア・デュリア